# Letton (cheval)
Vous lisez un « bon article » labellisé en 2018.
Pour les articles homonymes, voir Letton (homonymie).
Le letton (letton : Latvijas zirgs) est une race de chevaux originaire de Lettonie. Sélectionné depuis le XVIIe siècle, il reçoit l'influence de nombreuses autres races de chevaux de trait et de sport d'Europe occidentale. La race actuelle, récente, est principalement issue de croisements avec des demi-sangs allemands et néerlandais. Son studbook ouvre en 1927. Dans les années 1960 et 1970, le letton est réorienté vers les sports équestres. La race existe en trois types, le plus fréquent étant un cheval de sport. Les types carrossier et trait, plus lourds, sont devenus rares, et font l'objet de mesures de conservation. La race est désormais élevée par des structures privées, réunies au sein de la Latvijas škirnes zirgu audzētāju asiociācija, l'association des éleveurs de chevaux lettons.
Le cheval de sport letton participe avec succès aux compétitions de dressage et de saut d'obstacles jusqu'au plus haut niveau, comme l'illustre le champion olympique Rusty. Forte de plusieurs milliers d'individus, la race est néanmoins en diminution d'effectifs.

## Dénomination
Le nom originel du cheval letton est Latvijas zirgs en letton, de même signification (latvijas pour l'adjectif « letton » et zirgs pour « cheval »). Il peut aussi être nommé « trait letton ». En russe, le nom est Latviiskaya ou Latviiskii upryazhnyi (trait letton). En anglais, existent les dénominations Latvian, Latvian Carriage, Latvian Coach et Latvian Draft, en fonction de l'époque et du type de l'animal,.

## Histoire
Le letton est une race récente. Il est probable qu'il partage des origines communes avec le Dole Gudbrandsdal, le Suédois du Nord, et d'autres races de trait originaires du Nord de l'Europe,,. Le site officiel letton de l'association de race lui attribue pour plus lointain ancêtre le Tarpan, d'autres évoquent le cheval des forêts letton,. Depuis le XVIIe siècle, il a été croisé avec diverses races de selle allemandes, des Pur-sang et des chevaux arabes,. Au XVIIIe siècle, les principales influences sur la race, issue du cheval indigène letton, sont celles du Žemaitukas et de l'Estonien.
Les prémices de sélection débutent en 1856, à travers une expérience de croisement entre l'ancien cheval letton du type d'Europe du Nord, et des chevaux de diverses races occidentales. Un programme précis est établi en 1890, prévoyant des croisements entre une dizaine de races de chevaux,. L'essentiel de l'influence sur la race actuelle provient de croisements avec le Groningen, le Trakehner, l'Oldenbourg, le Hanovrien et le Holstein, à la fin du XIXe siècle et au début du XXe siècle,. Ces chevaux importés d'Allemagne et des Pays-Bas sont à la base du type selle moderne de la race lettone, les Oldenbourgs et Hanovriens ayant l'influence la plus importante. Plus tard, des croisements avec le trotteur Norfolk, l'Ardennais et le Frison interviennent pour la formation du type trait de la race,. Après la fondation de la République de Lettonie en 1918, un travail ciblé est entrepris pour l'enregistrement des races de chevaux. Le studbook est ouvert en 1927.
De 1921 à 1940, 65 étalons Oldenbourg et 42 juments de la même race ont été importés depuis les Pays-Bas et l'Allemagne pour constituer la base d'un nouvel élevage,. Ils ont été croisés avec des Hanovriens, des trotteurs Norfolk, des demi-Oldenbourgs, des Frisons de l'est et des Ardennais. Le haras d'Okte, dans la région de Talsi, joue un rôle essentiel dans la formation de la race,,. Deux principaux types sont alors distingués, un cheval de trait et un cheval de sport. La race est officialisée en 1952. De nombreux croisements avec des chevaux de sport interviennent après la Seconde Guerre mondiale pour orienter le Letton vers un type plus sportif : Hanovrien, Oldenbourg, Danois sang-chaud, et Pur-sang dans les années 1960 et 1970, pour affiner ce type sport,. Le type selle-sport devient ainsi majoritaire sur le type trait-carrossier dès les années 1960,. Les premières exportations sont autorisées en 1965, avec notamment l'envoi de 19 chevaux en Angleterre. Ces exportations augmentent à partir de 1972. En 1976, le studbook de la race Latvijas braucamo zirgu šķirni (soit « cheval de trait letton ») est renommé Latvijas zirgu šķirni (« cheval letton ») pour mieux refléter cette orientation sport prise par l'élevage.
En 1980, les effectifs de la race recensés par les autorités soviétiques sont d'environ 13 939 chevaux lettons, dont 1 200 de pure race,. En 1990, ils se situent entre 17 000 individus et 31 000 individus avec une tendance à la baisse ; quatre ans plus tard, la race lettone compte environ 12 000 représentants. Bien que les effectifs aient baissé dans les années 1980 et 1990, les exportations ont augmenté sur cette période.

## Description

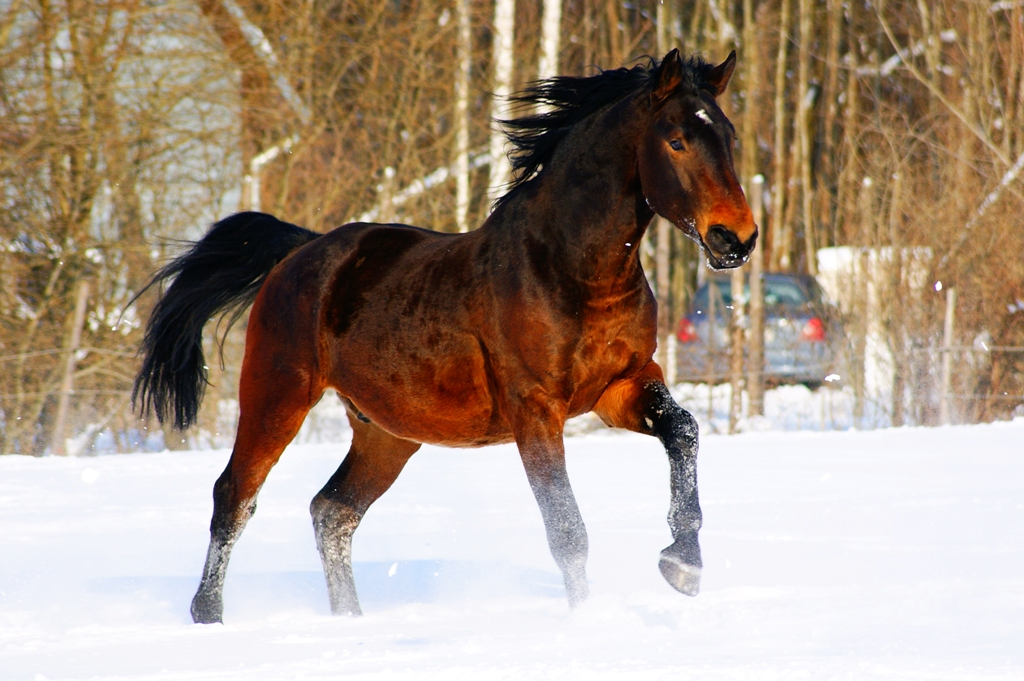
Cheval letton de type carrossier.

Il existe deux (d'après l'étude d'Orbidane et Jonkus, université de Lettonie) ou trois, types de chevaux lettons : un cheval de selle typé sport, plus moderne, fin et léger ; un cheval carrossier apte à la traction légère ; enfin un cheval de trait, type devenu rare. Orbidane et Jonkus ne citent pas le type trait.

### Morphologie
D'après la base de données DAD-IS, la taille moyenne est de 1,58 m chez les femelles et 1,60 chez les mâles, pour un poids moyen respectif de 500 à 600 kg. Le poids de naissance se situe entre 50 et 55 kg. Les données relatives au type d'attelage, enregistrées en Ukraine, donnent une moyenne de 1,60 m chez les femelles et 1,65 chez les mâles, pour un poids moyen respectif de 600 à 650 kg. D'après Mary Ellen Bauer (2011), les sujets de la race mesurent entre 1,55 m et 1,62 m au garrot, tandis qu'Elwyn Hartley Edwards (2016) donne une moyenne plus élevée, située entre 1,60 m et 1,65 m, pour le type de selle. Le Guide Delachaux donne une moyenne de 1,62 pour les mâles et 1,58 m chez les femelles, les sujets mâles pouvant dépasser les 1,70 m. Il n'existe pas de différence significative de taille entre les types sport et attelage.
Les chevaux de type selle témoignent toujours, par leur morphologie, d'un lointain passé de carrossiers. La constitution d'ensemble est harmonieuse, avec une impression de solidité, d'ossature solide et de musculature développée. Les chevaux lettons ont tendance à avoir une grosse tête au profil rectiligne, une encolure longue et musclée (de taille moyenne chez le type d'attelage), rattachée à un garrot bien sorti. Les épaules sont longues et obliques, la poitrine haute et profonde. Le dos est long et droit, avec une longue croupe légèrement inclinée, les jambes sont solides et bien musclées avec des jointures de bonne qualité, quoiqu'un peu courtes. Quelques problèmes de conformation existent chez la race, qui peut présenter des jarrets de vache et une prédisposition à l'ostéoarthrite de l'articulation du paturon (en). Par comparaison au type selle et sport, le type d'attelage présente une conformation plus solide, une poitrine plus profonde et un tempérament plus placide. Le type trait est proche morphologiquement du Trait lituanien.
En général, ces chevaux sont endurants et résistent à l'effort prolongé. Tous montrent un bon tempérament.

### Robe
Les chevaux lettons sont bais, bai-bruns, noirs, plus rarement alezans,, encore plus rarement gris. Il est fréquent que des marques blanches soient présentes sur la tête et les membres.

### Sélection
La race fait l'objet d'un suivi pour sa conservation en Lettonie. Elle dispose d'une bonne fécondité et d'une longue durée de vie. L'aptitude à la monte pour le tourisme équestre et à l'attelage font partie des orientations de recherche de l'élevage du type carrossier, tandis que le type selle et sport s'oriente vers la recherche de performances en dressage et en saut d'obstacles. La sélection des juments reproductrices de type sport est désormais (2016) entièrement sous le contrôle d'éleveurs privés, réunis au sein de la Latvijas škirnes zirgu audzētāju asiociācija, l'association des éleveurs de chevaux lettons.
Les critères de sélection morphologique comprennent une évaluation du type, de la ligne du dessus, de la largeur du corps, des membres antérieurs et postérieurs, du mouvement, et du tempérament.  Des recherches ont porté sur la possibilité de déterminer l'ascendance de chaque cheval letton à l'aide de marqueurs microsatellites.

## Utilisations

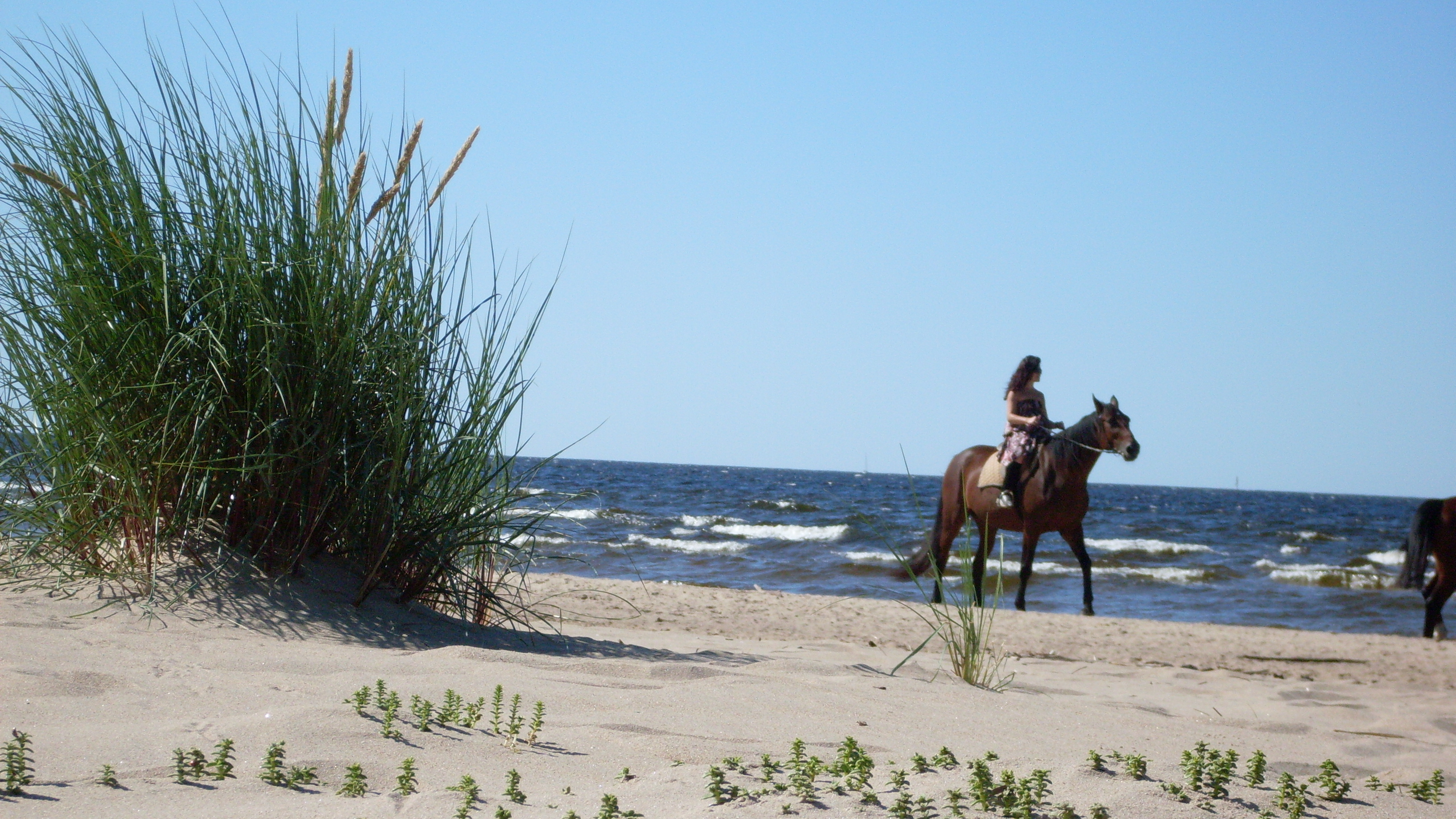
Randonnée équestre sur une plage en Lettonie.

Le letton est une race particulièrement polyvalente. Le type moderne de selle rencontre désormais le succès dans le monde de la compétition de dressage et de saut d'obstacles,, avec plusieurs médailles et récompenses prestigieuses à son actif. Durant la période soviétique, la race a souvent été invisibilisée sur la scène du sport équestre mondial, ou décrite à tort comme « russe ».
L'un des chevaux lettons les plus connus est Rusty (1988-2013), né à Burtnieki, monté par Ulla Salzgeber, et titulaire de plusieurs médailles d'or européennes et internationales en dressage. La cavalière allemande Helena Weinberg a monté en saut d'obstacles Kasting Horses Vento, de race lettone, né au haras de Tervete (par Vanduss et Erfa).

## Diffusion de l'élevage
C'est une race nationale, présente dans toute la Lettonie. Désormais, les troupeaux de reproduction principaux sont au haras national de Burtnieki, aux fermes collectives d'Uzvere et de Tervete, et à l'Institut de l’élevage expérimental de Sigulda,. En 2013, 5 572 chevaux lettons sont comptabilisés dans le studbook de la race, dont moins de 2 600 femelles de pure race aptes à se reproduire. La tendance est à la diminution des effectifs. D'après l'étude des races rares du Nord de l'Europe menée par M. T. Saastamoinen et M. Mäenpää, les effectifs totaux sont d'environ 17 000 individus.
Le type d'attelage est considéré comme étant « en danger » en Biélorussie, son statut en Ukraine étant inconnu. Les effectifs biélorusses recensés sont de 959 sujets en 2003 ; les effectifs ukrainiens, localisés dans l'Ouest du pays, sont très faibles, avec seulement 24 sujets recensés en 2004, dont 12 femelles en race pure, et une tendance à la baisse. Une étude sur le type d'attelage, publiée en 2008, répertorie 303 juments et 42 étalons de ce type enregistrés comme ressources génétiques en Lettonie en 2005.
L'étude de l'université d'Uppsala menée pour la FAO en 2010 liste le Letton comme une race européenne locale en danger d'extinction pour ce qui concerne les types carrossier et trait ; le type carrossier fait l'objet de mesures de protection et de conservation.

## Impact culturel
Le cheval avait jadis une grande importance dans la culture de Lettonie. Les femmes chantaient en sellant les bêtes, l'animal était considéré comme la première richesse du foyer, et un véritable compagnon de tous les jours.
La race est citée dans Zipharus Chronicles: The Crystal of Axiom de Caleb Scott Prentiss.

#### Articles de recherche
- [Orbidane et Jonkus 2014] (en) Laine Orbidane et Daina Jonkus, « The quality of Latvian warmblood broodmares and their progeny depending on type and origin », Research for rural development,‎ 2014 (lire en ligne)
- [Orbidane et Jonkus 2016] (en) Laine Orbidane et Daina Jonkus, « Comparison of conformation trait scores of dams and daughters in latvian warmblood horse breed », Research for rural development, vol. 1,‎ 2016 (lire en ligne)
- [Rozītis, Kļaviņa et Juršāne 2008] (lv) G. Rozītis, I. Kļaviņa et V. Juršāne, « Latvijas šķirnes zirgu ģenētiskie resursi » [« Ressources génétiques de la race des chevaux lettons »], Agronomijas Vēstis, vol. 10,‎ 2008, p. 277-281
- [Saastamoinen et Mäenpää 2005] (en) M.T. Saastamoinen et M. Mäenpää, « Rare horse breeds in Northern Europe », dans Conservation genetics of endangered horse breeds, Wageningen Academic Pub, 2005, 187 p. (ISBN 9076998795 et 978-90-76998-79-4, ISSN 0071-2477, lire en ligne), p. 129-136